# 다테이시촌 (후쿠오카현 미이군)
다테이시촌(立石村)은 일본 후쿠오카현 미이군에 설치되었던 촌이다. 현재의 오고리시의 일부에 해당한다.